# Simple Plan (album)
Albums de Simple Plan
MTV Hard Rock Live
(2005) Get Your Heart On!
(2011)
Singles
1. When I'm Gone
Sortie : 29 octobre 2007
2. Your Love Is a Lie
Sortie : 28 février 2008
3. Take My Hand
Sortie : 17 mars 2008
4. Save You
Sortie : 14 août 2008

Simple Plan est le 3e album studio du groupe canadien Simple Plan. L'album est sorti le 12 février 2008. Cet album contient les tubes Your Love Is a Lie, When I'm Gone, The End et I Can Wait forever

## Liste des titres
1. When I'm Gone - 3:49
2. Take My Hand - 3:51
3. The End - 3:22
4. Your Love Is a Lie - 3:42
5. Save You - 3:45
6. Generation - 3:02
7. Time to Say Goodbye - 2:56
8. I Can Wait Forever - 4:54
9. Holding On - 5:03
10. No Love - 3:15
11. What If - 5:54

Bonus Japon
- 12. Running Out of Time - 3:16
- 13. When I'm Gone (Acoustic Version) - 3:31

Édition limitée avec DVD
1. Simple Plan : The Making of
2. When I'm Gone : Beyond the Video
3. When I'm Gone : Music Video
4. Simple Plan : Beyond the Photo Shoot
5. Simple Plan : Live in NYC

## Date de sortie
- Argentine : 31 janvier 2008
- Japon : 6 février 2008
- Allemagne, Belgique, Pays-Bas : 8 février 2008
- France, Portugal, Afrique du Sud : 11 février 2008
- Canada, États-Unis, Espagne, Mexique, Asie du Sud-Est : 12 février 2008
- Finlande, Suède: 13 février 2008
- Malaisie : 14 février 2008
- Italie : 15 février 2008
- Australie : 16 février 2008
- Danemark: 17 février 2008
- Royaume-Uni, Irlande, Nouvelle-Zélande, Inde : 18 février 2008

## Singles
- When I'm Gone (29 octobre 2007)
- Your Love Is a Lie (19 avril 2008)
- Take My Hand
- Generation
- Save You (14 août 2008)

## Classements et certification
| Chart (2008)                       | Meilleur position | Certification | Nombre d'exemplaires vendues |
| ---------------------------------- | ----------------- | ------------- | ---------------------------- |
| U.S. Billboard 200                 | 14                |               | 250000+                      |
| Australian ARIA Albums Chart       | 6                 |               | 35000+                       |
| Australian iTunes Pop Albums Chart | 4                 |               | —                            |
| Brazilian Top 30 Albums            | 1                 | platine*      | 20000                        |
| Canadian Albums Chart              | 2                 | platine       | 150000                       |
| Finland Album Chart                | 19                |               | 15000                        |
| Mexico Albums Chart AMPROFON       | 15                | or            | 40000                        |
| Spain PROMUSICAE Albums Chart      | 13                |               | 30000                        |
| Sweden Album Chart                 | 7                 |               | 10000                        |
| UK Albums Chart                    | 31                |               | 60,000                       |

- = certifié tant album digital (DAL)